# Georges Mollard
Georges Henri Joseph Mollard (ur. 25 kwietnia 1902 w Cannes, zm. 2 listopada 1986 tamże) – francuski żeglarz, olimpijczyk, zdobywca brązowego medalu w regatach na letnich igrzyskach olimpijskich w 1924 roku w Paryżu.
Na Letnich Igrzyskach Olimpijskich 1924 zdobył brąz w żeglarskiej klasie 8 metrów. Załogę jachtu Namousse tworzyli również Pierre Gauthier, Robert Girardet, André Guerrier i Louis Breguet.